# Dornhan
Dornhan település Németországban, azon belül Baden-Württembergben. Lakosainak száma 6219 fő (2023. december 31.). Dornhan Sulz am Neckar, Oberndorf am Neckar, Alpirsbach, Loßburg, Glatten és Schopfloch községekkel határos.

## Népesség
A település népessége az elmúlt években az alábbi módon változott:
| Lakosok száma | 5280 | 6157 | 6010 | 6006 | 6144 | 6238 | 6219 |
|               | 1975 | 2013 | 2017 | 2019 | 2021 | 2022 | 2023 |